# Château de la Tuilerie (Agonges)
Le château de la Tuilerie est un édifice situé à Agonges, en France.

## Localisation
Le château est situé sur le territoire de la commune d'Agonges, dans le département de l'Allier, en région Auvergne-Rhône-Alpes.

## Description
Le château comporte un ensemble de constructions basses. Les bâtiments sont disposés en L autour d'une cour ouverte. Des travaux de transformation récents ont surélevé le corps de bâtiment principal d'un étage.

## Historique
Le château est une ancienne ferme fortifiée antérieure au XVIe siècle avec d’anciennes meurtrières dirigées vers la forêt toute proche.